# Myotis planiceps
Myotis planiceps là một loài động vật có vú trong họ Dơi muỗi, bộ Dơi. Loài này được Baker mô tả năm 1955.